# アイ・エム・ジェイ
株式会社アイ・エム・ジェイ（英: IMJ Corporation）は、かつて存在した日本の企業。東京都港区に本社を置き、ウェブサイト構築を行っていた。

## 概要
コンテンツクリエーターを養成するデジタルハリウッドのグループ会社として1996年（平成8年）に創立。2001年（平成13年）ナスダックジャパン（現：ジャスダック）市場に上場。webサイト構築で国内最大手企業に成長するだけでなく、携帯事業、映画制作事業と事業拡大し、連結20社、売上185億円を超える企業グループに成長する。代表的な実績として1999年（平成11年）の「TSUTAYA Online」、2000年（平成12年）の「Sony Style」の構築がある。
資本的にはカルチュア・コンビニエンス・クラブの連結子会社となった後、一時はカルチュア・コンビニエンス・クラブと博報堂の両社が大株主となったが、2012年から2013年にかけて、カルチュア・コンビニエンス・クラブの代表者とアイ・エム・ジェイ経営陣によるマネジメント・バイアウトが行われた。
2021年10月1日付でアクセンチュア株式会社へ吸収合併され、アイ・エム・ジェイは解散した。

## 沿革
- 1996年（平成8年）
  - 2月 - デジタルハリウッドのコンテンツ事業部として業務開始
  - 7月 - 株式会社アイ・エム・ジェイ設立
- 2001年（平成13年）9月 - ナスダックジャパン（後のジャスダック）に株式上場
- 2005年（平成17年）11月 - 大株主のカルチュア・コンビニエンス・クラブの連結子会社となる。
- 2008年（平成20年） - カルチュア・コンビニエンス・クラブの連結子会社からカルチュア・コンビニエンス・クラブ及び博報堂の持分法適用会社となる。
- 2010年（平成22年） - 本社を東京都目黒区青葉台3-6-28 住友不動産青葉台タワーに移転
- 2011年（平成23年）
  - 5月 - 子会社の株式会社イグジスト・インタラクティブを吸収合併。
  - 5月 - 株式会社IMJエンタテインメントの株式をカルチュア・コンビニエンス・クラブ株式会社へ譲渡。
  - 10月 - 子会社のユナイティア株式会社を吸収合併。
- 2012年（平成24年）
  - 1月 - 子会社として株式会社IMJインベストメントパートナーズを設立。
  - 4月 - 株式会社ボトルキューブの株式を株式会社サイバードへ譲渡。
  - 7月 - 子会社のIMJモバイルを吸収合併。
  - 8月 - カルチュア・コンビニエンス・クラブ代表取締役の増田宗昭とアイ・エム・ジェイ代表取締役（当時）の櫻井徹らが出資する株式会社ビー・ホールディングスが、カルチュア・コンビニエンス・クラブ保有株式以外の株式について、株式公開買付けを実施[1]。ビー・ホールディングスとカルチュア・コンビニエンス・クラブの合算で議決権割合90.8％の株式を取得[2]。
- 2013年（平成25年）
  - 1月 - いわゆる二段階買収の手法により、株主がビー・ホールディングスとカルチュア・コンビニエンス・クラブのみとなる[3]ため、ジャスダック（JASDAQ）スタンダードの株式上場廃止[4]。
  - 5月 - 子会社としてIMJ Fenox Pte,Ltd．（現 Spiral Ventures Pte Ltd）を設立。
  - 5月 - 親会社の株式会社ビー・ホールディングスを吸収合併。
  - 7月 - カルチュア・コンビニエンス・クラブ株式会社が保有する当社株式を中間事業持株会社であるT-MEDIAホールディングス株式会社に譲渡。
- 2016年（平成28年）
  - 3月 - T-MEDIAホールディングス株式会社が保有する当社株式をカルチュア・コンビニエンス・クラブ株式会社に譲渡。
  - 4月 - 株式会社エム・フィールドの株式を櫻井徹へ譲渡。
  - 7月 - ACCENTURE HOLDINGS B.V.株式会社が株式の過半数を取得[5]。
- 2017年（平成29年）
  - 11月 - 本社を港区に移転。
  - 12月 - ACCENTURE HOLDINGS B.V.の完全子会社となる。
- 2021年（令和3年）10月1日 - アクセンチュア株式会社へ吸収合併され解散[6]。

## 業績の推移

### 連結経営指標等
| 年度   | 総売上高       | 営業利益     | 経常利益     | 当期純利益    | 総資産         | 従業員数 |
| ------ | -------------- | ------------ | ------------ | ------------- | -------------- | -------- |
| 2011年 | 141億4,600万円 | 5,900万円    | 6,900万円    | 1億8,900万円  | 96億4,700万円  | 792名    |
| 2010年 | 167億0,700万円 | △500万円     | 1,300万円    | △6,300万円    | 98億0,900万円  | 826名    |
| 2009年 | 156億1,500万円 | 9,600万円    | 1億3,400万円 | △1億2,400万円 | 105億0,600万円 | 813名    |
| 2008年 | 186億6,600万円 | 2億7,200万円 | 2億8,000万円 | △5億4,700万円 | 101億6,300万円 | 789名    |
| 2007年 | 99億9,200万円  | ―            | 2億3,100万円 | △8億2,500万円 | 113億3,600万円 | 805名    |

### 単独経営指標等
| 年度   | 総売上高      | 営業利益     | 経常利益     | 当期純利益    | 総資産        | 従業員数 |
| ------ | ------------- | ------------ | ------------ | ------------- | ------------- | -------- |
| 2011年 | 85億4,600万円 | 5,200万円    | 9,500万円    | 2億6,100万円  | 85億4,700万円 | 430名    |
| 2010年 | 82億5,000万円 | 5,000万円    | 8,900万円    | △4億9,200万円 | 79億2,500万円 | 343名    |
| 2009年 | 73億1,000万円 | 1億0,600万円 | 1億5,700万円 | 8,700万円     | 82億1,700万円 | 356名    |
| 2008年 | 72億8,900万円 | 1億9,300万円 | 1億8,500万円 | △7億3,500万円 | 80億3,500万円 | 326名    |
| 2007年 | 42億8,800万円 | ―            | △5,000万円   | △7億5,700万円 | 87億3,600万円 | 309名    |

## エリアパートナー
- エフワンインタラクティブコンテンツ（京都）
- ブレスト（名古屋）
- 九州インターメディア研究所（九州）